# Майликентський сільський округ
Майлике́нтський сільський округ (каз. Майлыкент ауылдық округі, рос. Майлыкентский сельский округ) — адміністративна одиниця у складі Тюлькубаського району Туркестанської області Казахстану. Адміністративний центр — село імені Турара Рискулова.
Населення — 27096 (2021; 19812 у 2009, 17512 у 1999, 16283 у 1989).
Станом на 1989 рік існувала Ванновська сільська рада (села Абай, Ванновка, Кізень, Максим Горький, Раєвка). Пізніше село Абай було передано до складу Баликтинського сільського округу. 1997 року до складу Тюлькубаського селищного округу було передано село Ірсу (колишнє село Раєвка) Ванновського сільського округу.

## Склад
До складу округу входять такі населені пункти:
| Населений пункт              | Колишні назви  | Населення, осіб (1989) | Населення, осіб (1999) | Населення, осіб (2009) | Населення, осіб (2021) |
| ---------------------------- | -------------- | ---------------------- | ---------------------- | ---------------------- | ---------------------- |
| Бакибека, село               | Кізень         | 961                    | 546                    | 644                    | 550                    |
| імені Турара Рискулова, село | Ванновка       | 14242                  | 15182                  | 17311                  | 24748                  |
| Караагашти, село             | Максим Горький | 1080                   | 1784                   | 1857                   | 1798                   |